# Circumdaksha
Circumdaksha är ett släkte av insekter. Circumdaksha ingår i familjen Flatidae.
Kladogram enligt Catalogue of Life:
| Circumdaksha | \| \| Circumdaksha chloroleuca \| \| \| \| \| \| Circumdaksha labeculata \| \| \| \| \| \| Circumdaksha roseovenosa \| \| \| \| \| \| Circumdaksha rubropunctata \| \| \| \| \| \| Circumdaksha rufosparsa \| \| \| \| |
|              | \| \| Circumdaksha chloroleuca \| \| \| \| \| \| Circumdaksha labeculata \| \| \| \| \| \| Circumdaksha roseovenosa \| \| \| \| \| \| Circumdaksha rubropunctata \| \| \| \| \| \| Circumdaksha rufosparsa \| \| \| \| |
|              | Circumdaksha chloroleuca |
|              | |
|              | Circumdaksha labeculata |
|              | |
|              | Circumdaksha roseovenosa |
|              | |
|              | Circumdaksha rubropunctata |
|              | |
|              | Circumdaksha rufosparsa |
|              | |